# ケビン・ハリス (アメリカンフットボール)
ケビン・ハリス（Kevin Harris、2000年11月17日 - ）は、アメリカ合衆国ジョージア州ヒネスビル出身のアメリカンフットボール選手。ポジションはランニングバック（RB）。現在はフリーエージェント。
カレッジフットボールはサウスカロライナ大学でプレーをし、2022年のNFLドラフトの6巡目全体183位で指名され、ペイトリオッツに入団した。

## 大学時代
トゥルーフレッシュマンイヤーには、21回で179ヤードを走り、4回のタッチダウンを記録した。2年目シーズンのミシシッピ大学戦では、学校史上5番目に多い243ヤード、5回のタッチダウンを記録した。

## プロキャリア
| 身長                   | 体重            | 腕 の 長 さ       | 手 の 大 き さ   | 40Yrd ダ ッ シ ュ | 10Yrd ス プ リ ッ ト | 20Yrd ス プ リ ッ ト | 20Yrd シ ャ ト ル | 3 コ 丨 ン ド リ ル | 垂 直 跳 び     | 立 ち 幅 跳 び      | ベ ン チ プ レ ス |
| ---------------------- | --------------- | ----------------- | ---------------- | ----------------- | -------------------- | -------------------- | ----------------- | ------------------- | --------------- | ------------------- | ----------------- |
| 5 ft 9+7⁄8 in (177 cm) | 221 lb (100 kg) | 31+1⁄4 in (79 cm) | 9+1⁄4 in (23 cm) | 4.62 s            | 1.66 s               | 2.62 s               | 4.26 s            | 7.39 s              | 38.5 in (98 cm) | 10 ft 6 in (3.20 m) | 21 回             |
| Source:                |                 |                   |                  |                   |                      |                      |                   |                     |                 |                     |                   |

ハリスは、2022年のNFLドラフトで6巡目全体183位でニューイングランド・ペイトリオッツに指名された。2022年8月31日にプラクティス・スクワッドとなった。2022年10月13日にアクティブ登録された。
2024年8月27日、ペイトリオッツから放出された。